# Clematis 'Ernest Markham'
Clematis 'Ernest Markham' — крупноцветковый сорт клематиса (ломоноса). Используется в качестве вьющегося декоративного садового растения.
Сорт получен из партии семян, предоставленных питомником Jackman's в Уокинге, Великобритания.

## Описание сорта
Высота 2,5—5 метра. Цепляется за опоры листовыми черешками.
Листья простые и тройчатые.
Цветки раскрытые, 10—15 см в диаметре.
Чашелистиков 5—6, широкие, округлые, со слегка гофрированными (волнистыми) краями, красно-малиновой окраски. 
Пыльники светло-коричневые.
Сроки цветения: июль-август, октябрь.

## Агротехника
Группа обрезки: 3 (обрезаются над 2—3 парой почек (20—50 см) от земли). Если производить менее сильную обрезку, 'Ernest Markham' дает несколько ранних цветков крупного размера.
Зона морозостойкости: 4—9.
Подходит для выращивания у ограждений, стен, беседок, пергол, сеток и решёток. Может карабкаться по естественным опорам, таким как небольшие деревья, крупные лиственные или хвойные кустарники. Подходит для выращивания в больших контейнерах. Особенно хорош для выращивания на солнечных местах.